# Mesocapromys
Mesocapromys är ett släkte gnagare i familjen bäverråttor (Capromyidae). Släktets fyra arter förekommer på Kuba eller på mindre öar i samma region och är alla utrotningshotade.

## Beskrivning
Arterna liknar desmarests hutia i utseende men blir tydlig mindre. De når en kroppslängd mellan 21 och 30 centimeter och därtill kommer en 18 till 21 centimeter lång svans. Pälsens färg varierar mellan mörkbrun och svart.
Habitatet utgörs av träskmarker och mangroveskogar. Annars är nästan ingenting känt om levnadssättet.
Arterna är laglig skyddade men trots allt hotas de av habitatförlust samt introducerade konkurrenter som råttor. IUCN listar två arter som akut hotade (critically endangered) och två som starkt hotade (endangered).

## Arter
- Mesocapromys angelcabrerai lever på ön Cayos de Ana Maria framför Kubas södra kustlinje och kanske även närliggande kubanska kustavsnitt.
- Mesocapromys auritus förekommer på ön Cayo Fragoso framför Kubas norra kustlinje.
- Mesocapromys nanus finns på halvön Zapata i provinsen Matanzas. Sedan 1930-talet iakttogs inga individer men på grund av upphittad avföring och avtryck i jorden antas att arten finns kvar.
- Mesocapromys sanfelipensis är endemisk för ön Cayo Juan Garcia framför Kubas sydvästra kustlinje.

Från några andra arter hittades bara benrester och de räknas alla som utdöda, till exempel M. beatrizae, M. gracilis, M. minimus och M. silvai.